# Мозамбик на летних Олимпийских играх 2012
Мозамбик на летних Олимпийских играх 2012 был представлен четырёх видах спорта.

## Результаты соревнований

### Бокс
Мужчины
| Соревнование | Спортсмены     | 1-й раунд          | 2-й раунд          | Четвертьфинал      | Полуфинал          | Финал              |
| Соревнование | Спортсмены     | Соперник Результат | Соперник Результат | Соперник Результат | Соперник Результат | Соперник Результат |
| ------------ | -------------- | ------------------ | ------------------ | ------------------ | ------------------ | ------------------ |
| до 49 кг     | Жульяну Макина |                    |                    |                    |                    |                    |

### Водные виды спорта

#### Плавание
Спортсменов — 2
В следующий раунд на каждой дистанции проходят лучшие спортсмены по времени, независимо от места занятого в своём заплыве.
Мужчины
| Соревнование       | Спортсмен     | Предварительные заплывы | Предварительные заплывы | Полуфиналы           | Полуфиналы           | Финал                | Финал                |
| Соревнование       | Спортсмен     | Результат               | Место                   | Результат            | Место                | Результат            | Место                |
| ------------------ | ------------- | ----------------------- | ----------------------- | -------------------- | -------------------- | -------------------- | -------------------- |
| 50 м вольный стиль | Шакиль Камаль | 24,43                   | 38                      | Завершил выступление | Завершил выступление | Завершил выступление | Завершил выступление |

Женщины
| Соревнование       | Спортсмен | Предварительные заплывы | Предварительные заплывы | Полуфиналы | Полуфиналы | Финал     | Финал |
| Соревнование       | Спортсмен | Результат               | Место                   | Результат  | Место      | Результат | Место |
| ------------------ | --------- | ----------------------- | ----------------------- | ---------- | ---------- | --------- | ----- |
| 50 м вольный стиль |           |                         |                         |            |            |           |       |

### Дзюдо
Спортсменов — 1
Соревнования по дзюдо проводились по системе на выбывание. Утешительные встречи проводились между спортсменами, потерпевшими поражение в четвертьфинале турнира. Победители утешительных встреч встречались в схватке за 3-е место со спортсменами, проигравшими в полуфинале в противоположной половине турнирной сетки.
Мужчины
| Категория | Спортсмены    | 1/32 финала        | 1/16 финала                      | 1/8 финала           | Четвертьфинал        | Полуфинал            | Финал                | Место |
| Категория | Спортсмены    | Соперник Результат | Соперник Результат               | Соперник Результат   | Соперник Результат   | Соперник Результат   | Соперник Результат   | Место |
| --------- | ------------- | ------------------ | -------------------------------- | -------------------- | -------------------- | -------------------- | -------------------- | ----- |
| до 60 кг  | Неузо Сигауке | Не участвовал      | Тони Ломо (SOL) пор. 0100 - 1000 | Завершил выступление | Завершил выступление | Завершил выступление | Завершил выступление | 17    |

### Лёгкая атлетика
Мужчины
| Дисциплина | Спортсмен | Предварительный раунд | Предварительный раунд | Четвертьфиналы | Четвертьфиналы | Полуфиналы | Полуфиналы | Финал     | Финал |
| Дисциплина | Спортсмен | Результат             | Место                 | Результат      | Место          | Результат  | Место      | Результат | Место |
| ---------- | --------- | --------------------- | --------------------- | -------------- | -------------- | ---------- | ---------- | --------- | ----- |
| 400 м с/б  |           |                       |                       |                |                |            |            |           |       |